# Иган, Ричард
Ричард Иган (англ. Richard Egan; род. 29 июля 1921, Сан-Франциско — 20 июля 1987, Лос-Анджелес) — американский актёр. Служил в армии США инструктором по дзюдо во время Второй мировой войны.

## Биография
Родился в Сан-Франциско, штат Калифорния. Он учился в университете Сан-Франциско. Когда Перл-Харбор бомбили — он тут же бросил учебу и присоединился к армии США. Во время Второй мировой войны он служил офицером в армии, где, как он признался, он только учил солдат дзюдо. Он никогда не говорил о том, что же он делал во время войны. После войны он получил степень бакалавра в университете Сан-Франциско и степень магистра в Стэнфордском университете, учился на учителя в течение нескольких лет в
Северо-западном университете прежде чем переехать в Голливуд.

## Карьера
В 1950 году Иган подписал контракт с кинокомпанией 20th Century Fox и начал свою карьеру. В 1956 году снимается в фильме «Люби меня нежно» вместе с Элвисом Пресли.
В фильме «Триста спартанцев» (1962) исполнил роль Леонида I — царя Спарты. Необычной для карьеры актера стала роль Эусебио Кино, известного миссионера-иезуита и исследователя начала XVIII века, в фильме Кена Кеннеди «История падре Кино» (1977).
Иган был первым выбором Рода Серлинга для рассказчика в «Сумеречной зоне» из-за его отличительного голоса. Однако условия договора встали на пути, и Серлинг сам стал рассказчиком, чтобы не выбирать другого актера вместо Ричарда Игана.

## Личная жизнь
Жена — Патрисия Харди, воспитали пятерых детей.
Скончался от рака простаты в Лос-Анджелесе, Калифорния, не дожив 9 дней до 66 лет. Был похоронен на кладбище Святого креста в Калвер-сити.